# Phylloscartes beckeri
Phylloscartes beckeri е вид птица от семейство Tyrannidae. Видът е застрашен от изчезване.

## Разпространение
Видът е разпространен в Бразилия.